# Чертоза (Болонья)
Чертоза в Болонье (итал. Cimitero monumentale della Certosa di Bologna) — монументальное кладбище картезианского монастыря в Болонье.

## История
Кладбище основано в 1801 году на территории монастыря, закрытого революционными властями в 1796 году (от монастырских построек сохранилась церковь Святого Джироламо). Старейшая часть кладбища — третий внутренний дворик Chiostro Terzo, где изначально появились расписные гипсовые надгробия в стиле неоклассицизма, постепенно вытесненные с середины XIX века новыми, с применением мрамора и бронзы. В течение веков в монастыре и позднее на кладбище сложился уникальный архитектурно-художественный комплекс. Здесь похоронены премьер-министр Марко Мингетти, художники Джорджо Моранди и Бруно Саетти, Нобелевский лауреат по литературе Джозуэ Кардуччи, писатель и драматург Риккардо Баккелли,  итальянский промышленник и бизнесмен Ферруччо Ламборгини, оперный певец Фаринелли, композитор Отторино Респиги и певец Лучо Далла. Многие надгробия чертозы проектировал известный архитектор Антонио Чиполла.
На кладбище также имеется колумбарий, еврейское кладбище, братская могила солдат Первой мировой войны, братская могила партизан Второй мировой войны и монумент павшим партизанам, в шестом внутреннем дворике есть построенный в 1932 году монумент мученикам фашистской революции (посвящённый убитым чернорубашечникам).

## Галерея
- Один из входов на кладбище
- Зал колумбария
- Памятник А. Сильвани. Архитектор Антонио Чиполла
- Памятник князю М. Голицыну. Архитектор Антонио Чиполла
- Надгробие П. Маджента. Проект 1863. Архитектор Антонио Чиполла
- Монумент на братской могиле павших партизан
- Монумент на братской могиле павших партизан (вид снаружи)